# Accademia Carrara

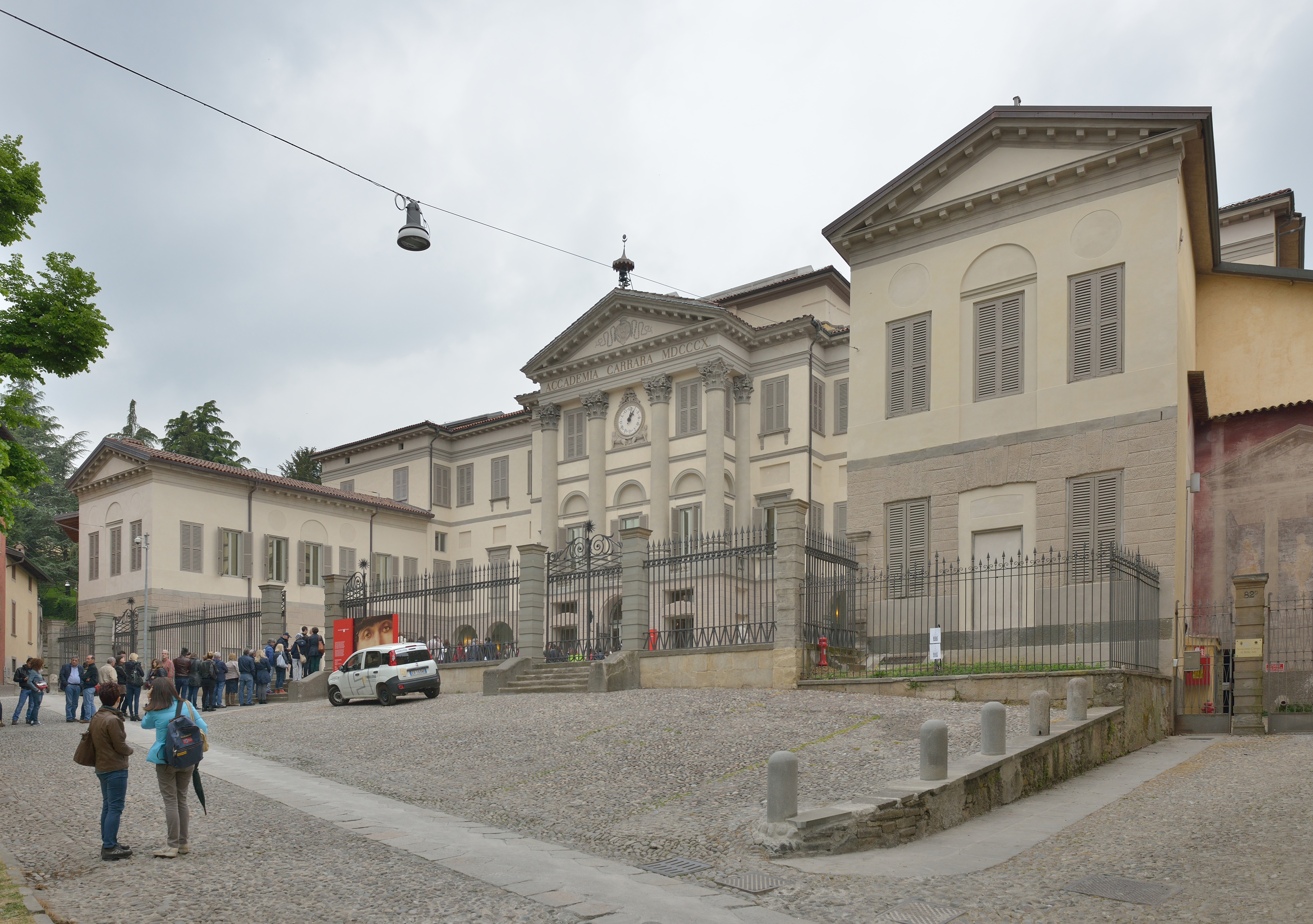
Fachada da Accademia Carrara

A Accademia Carrara é uma galeria e uma escola de arte de Bergamo, Itália.
A origem da galeria de arte pode ser atribuída ao Conde Giacomo Carrara, mecenas e colecionador que deixou um grande legado à cidade de Bergamo no final do século XVIII.
Após a morte do conde, em 1796, suas posses passaram, a ser administradas por um representante nomeado até 1958, após isso a Comuna de Bergamo passou a controlar todo o patrimônio. Em 1810 uma nova construção com formas neoclássicas foi erguida conforme o projeto do arquiteto Simone Elia, pupilo de Leopoldo Pollack.

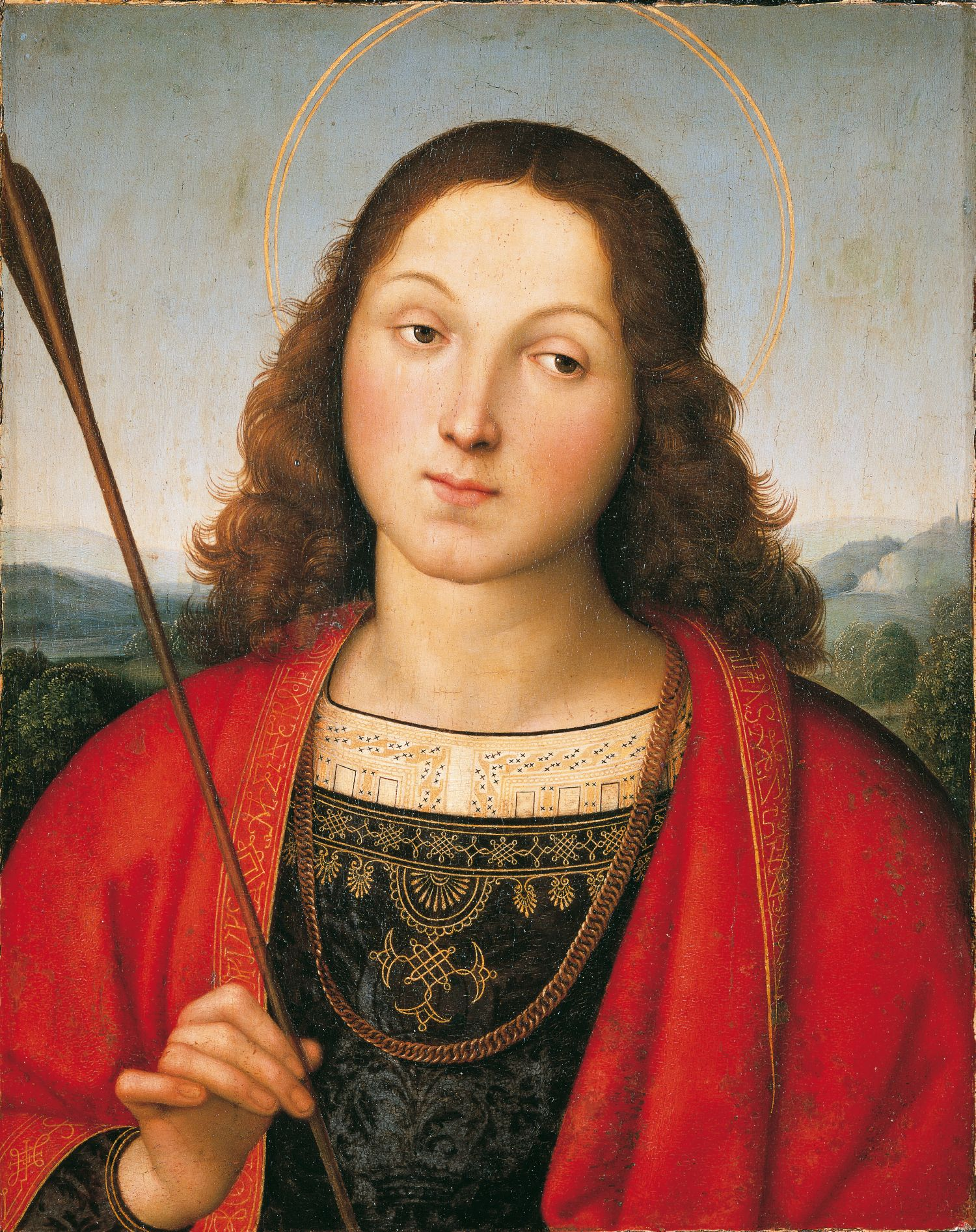
São Sebastião por Rafael Sanzio 1501/1502

O museu continuou a aumentar sua coleção com doações e aquisições de grandes obras. O museu possui hoje cerca de 1.800 pinturas criadas entre os séculos XV e XIX.  A coleção contempla obras de Pisanello, Botticelli, Bellini, Mantegna, Raffaello, Moroni, Baschenis, Fra Galgario, Tiepolo, Canaletto, e Piccio, Além de vários desenhos, esculturas, porcelanas, móveis e uma coleção de medalhas.
Em 1793, ao mesmo tempo em que a galeria foi aberta à visitação pública, o Conde Giacomo quis que cursos de desenho e pintura fossem iniciados no mesmo lugar. A escola, ficava localizada no mesmo prédio da galeria de arte até 1912, quando foi deslocada para um prédio próximo. Em 1988 ela foi elevada à categoria de "Accademia di Belle Arti" (Academia de Belas-Artes).
Em 1911, foi agregada à galeria de arte moderna "Galleria d’Arte Moderna e Contemporanea" (GAMEC). A Galleria está hoje localizada do lado oposto ao edifício neoclássico. Possui dez salões de exposição em três andares. Desde Junho de 1999, com a aquisição do Raccolta Gianfranco e Luigia Spajani, a coleção permanente contempla obras contemporâneas de vários artistas italianos e estrangeiros do século XX como: Boccioni, Balla, Morandi, Campigli, Casorati, Savinio, De Chirico, Kandinsky, Sutherland, Arzuffi e Manzù.